# 80-Meter-Band
Als 80-Meter-Band bezeichnet man den Frequenzbereich von 3,5 MHz bis 4,0 MHz. Er liegt im Kurzwellenspektrum. Der Name leitet sich von der ungefähren Wellenlänge dieses Frequenzbereiches ab.

## Ausbreitungsbedingungen
Die Ausbreitung erfolgt tagsüber vorwiegend über die Bodenwelle (Reichweite unter 200 km); ab der Dämmerung auch durch die sich dann ausbildende Raumwelle (Reichweite bis ca. 4.000 km). Da die Maximum Usable Frequency (MUF) für diesen Frequenzbereich selten unter 3,5 MHz sinkt, werden die Ausbreitungsbedingungen hauptsächlich von der Absorption der Funkwellen tagsüber in der D-Schicht bestimmt. Oft liegen die gleichen Eigenschaften wie bei der Grenzwelle vor. Die Internationale Fernmeldeunion (ITU) stellt Reichweitenkurven für die Bodenwelle zur Verfügung.

## Antennen
Bedingt durch die Wellenlänge von 80 m haben Halbwellendipole in diesem Frequenzbereich eine Länge von 40 Metern (ohne Berücksichtigung des Verkürzungsfaktors). Man bezeichnet sie deshalb auch oft fälschlich als „Langdrahtantenne“, da oft Drähte mit der passenden Länge zwischen Häusern, Masten oder ähnlich geeigneten Haltepunkten gespannt werden. Korrekterweise ist eine Langdrahtantenne mehr als eine ganze Wellenlänge lang. Es gibt auch magnetische Antennen, die kreisförmig, vier- oder mehreckig (sogenannte Magnetic Loops – beispielsweise aus einer Fahrradfelge oder Kupferrohr) gebaut werden. Eine solche Antenne erreicht im 80-Meter-Band einige Promille Wirkungsgrad. Störungen lassen sich durch Drehen der Antenne ausblenden. Allerdings ist die Bandbreite mit einigen Kilohertz sehr gering, sodass diese Antennenart bei der Sendersuche immer nachgestimmt werden muss.

## 80-Meter-Amateurband
Im Amateurfunk wird das 80-Meter-Amateurband meistens für lokale (z. B. deutschlandweite) Funkkontakte genutzt oder für Funkverbindungen mit anderen Funkamateuren auf dem gleichen Kontinent. Dieser Umstand begründet sich darin, dass die für eine (weitverkehrsgünstig) flache Strahlung nur mit Aufbauhöhen über Grund zu erreichen ist, die für die meisten Funkamateure nicht realisierbar ist (halbe Wellenlänge, entspricht 40 m). Allerdings sind auch durchaus – bei entsprechenden Antennen – weltweite Verbindungen möglich.
Die Frequenzbereiche, welche die Funkamateure nutzen können, variieren stark. In einigen Ländern sind die kompletten 500 kHz dem Amateurfunk zugewiesen, in anderen nur 300 kHz. Und selbst dieser Frequenzbereich wird oft mit anderen Funkdiensten gemeinsam genutzt.
| Region        | Frequenzbereich     |
| ------------- | ------------------- |
| IARU-Region 1 | 3,500 bis 3,800 MHz |
| IARU-Region 2 | 3,500 bis 3,850 MHz |
| IARU-Region 3 | 3,500 bis 3,900 MHz |

Einige Länder weichen von diesen internationalen Zuweisungen ab (Angaben in MHz):
- Argentinien 3,500–3,750, 3,790–3,800
- Australien 3,500–3,700, 3,766–3,800
- Kanada 3,500–4,000
- Japan 3,500–3,575, 3,747–3,805
- USA 3,500–4,000

### Bandplan
Der Bandplan in der IARU-Region 1 sieht wie folgt aus:
| Frequenzbereich | Bandbreite | Nutzung |
| --------------- | ---------- | --- |
| 3,500–3,510 MHz | 200 Hz     | CW, bevorzugt interkontinental |
| 3,510–3,560 MHz | 200 Hz     | CW, bevorzugter CW-Contestbereich, QRS-Aktivitätszentrum 3,555 MHz                                                                        |
| 3,560–3,570 MHz | 200 Hz     | CW, niedrige Sendeleistung (bis 5 W), contestfreier Bereich, QRP-Aktivitätszentrum 3,560 MHz                                              |
| 3,570–3,580 MHz | 200 Hz     | Schmalband, Digimode, FT8 3,573 MHz |
| 3,580–3,590 MHz | 500 Hz     | Schmalband, Digimode |
| 3,590–3,600 MHz | 500 Hz     | Schmalband, Digimode, automatische digitale Stationen                                                                                     |
| 3,600–3,620 MHz | 2700 Hz    | alle Betriebsarten, Digimode, automatische digitale Stationen                                                                             |
| 3,620–3,650 MHz | 2700 Hz    | alle Betriebsarten, bevorzugt Contest SSB, Aktivitätszentrum für digitale Sprachübertragung auf 3630 kHz                                  |
| 3,650–3,700 MHz | 2700 Hz    | alle Betriebsarten, Aktivitätszentrum für Funk mit wenig Leistung (QRP) in SSB auf 3690 kHz                                               |
| 3,700–3,775 MHz | 2700 Hz    | alle Betriebsarten, bevorzugt Contest SSB, Aktivitätszentrum für Bildübertragung auf 3735 kHz, Aktivitätszentrum für Notfunk auf 3760 kHz |
| 3,775–3,800 MHz | 2700 Hz    | alle Betriebsarten, bevorzugt Contest SSB, vorrangig für Interkontinentalverbindungen                                                     |